# Liste der Kellergassen in Senftenberg (Niederösterreich)
Die Liste der Kellergassen in Senftenberg führt die Kellergassen in der niederösterreichischen Gemeinde Senftenberg an.
| Foto |                 | Kellergasse        | Standort                 | Beschreibung |
| ---- | --------------- | ------------------ | ------------------------ | --- |
| BW   | Datei hochladen | Kellergasse/Platzl | KG: Imbach Standort      | Die Kellergasse ist ein einseitiges Kellergassensystem in Hohlweglage und an einer Geländekante. Sie besteht aus 12 Gebäuden und hat eine Länge von 350 Metern. |
| ja   | Datei hochladen | Dorntal            | KG: Senftenberg Standort | Die Kellergasse ist eine einseitige Einzelkellergasse in Grabenlage. Sie besteht aus 7 Gebäuden und hat eine Länge von 200 Metern.                              |

| Foto:                    | Fotografie der Kellergasse (Gesamtheit). Klicken des Fotos erzeugt eine vergrößerte Ansicht. Daneben finden sich zwei Symbole: \| Weitere Bilder vorhanden \| Das Symbol bedeutet, dass weitere Fotos des Objekts verfügbar sind. Durch Klicken des Symbols werden sie angezeigt. \| \| Eigenes Foto hochladen \| Durch Klicken des Symbols können weitere Fotos des Objekts in das Medienarchiv Wikimedia Commons hochgeladen werden. \| |
| Name:                    | Bezeichnung der Kellergasse |
| Standort:                | Es ist die Katastralgemeinde (KG) angegeben. Durch Aufruf des Links Standort wird die Lage der Kellergasse in verschiedenen Kartenprojekten angezeigt. |
| Beschreibung             | Kurze Beschreibung der Kellergasse |
| Weitere Bilder vorhanden | Das Symbol bedeutet, dass weitere Fotos des Objekts verfügbar sind. Durch Klicken des Symbols werden sie angezeigt. |
| Eigenes Foto hochladen   | Durch Klicken des Symbols können weitere Fotos des Objekts in das Medienarchiv Wikimedia Commons hochgeladen werden. |